# 西伦敦城市航站楼
西伦敦城市航站楼（英語：West London Air Terminal）是位于伦敦肯辛顿克伦威尔路，供英国欧洲航空旅客使用的登机报到处。1957年10月6日投运，1974年1月1日停运。在旅客托运行李并领取登机牌后，乘坐长途汽车前往希思罗机场。使用城市航站楼办理登机手续的缺点之一是交通拥堵可能会导致车程延长继而使旅客误机。

## 历史
从1946年起，希思罗机场开始逐渐取代克罗伊登机场成为伦敦的主要机场。克罗伊登机场的航站楼临近伦敦维多利亚车站，但该地点无法满足希思罗机场的运输需求，因此由航空公司、英国铁路和伦敦交通局组成的委员会决定在西伦敦建造新城市航站楼。根据委员会1954年的报告，航站楼的最佳选址是克伦威尔曲线（伦敦交通局拥有的废线，十分适合与通往希思罗机场的道路接驳）。新的城市航站楼旨在取代滑铁卢城市航站楼。英国欧洲航空希望在1957年9月前就可以让旅客在这里办理值机手续，因此科斯坦集团在此建造了一座临时建筑。历时四个半月的施工，航站楼于1957年10月6日投运。
1960年代，荷蘭·漢能&庫比茨公司建设了永久航站楼。这座建筑的建筑师是约翰·伯内特爵士、泰特和合伙人。1963年11月6日，爱丁堡公爵菲利普亲王为耗资五百万英镑的永久航站楼揭幕。城市航站楼大厅上方的六层楼由英国欧洲航空的旅客处理处、预订处和会计处使用。
1962年2月26日，英国欧洲航空在航站楼引入电子订票系统。1965年4月17日，英国欧洲航空的自动订座系统投运。1969年11月，英国欧洲航空电脑值机系统投运。

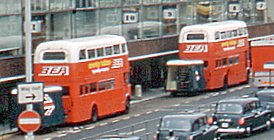
1972年8月，希思罗机场二号航站楼外的拖着行李车的橙白色AEC Routemaster

1972年5月11日，英国欧洲航空宣布关闭城市航站楼内的值机设施。翌年（1974年）1月1日，城市航站楼停办值机业务。然而，在城市航站楼和希思罗机场之间运行的摆渡车直至1979年3月方停运。
1983年，大楼的西半部成了森寶利超市。1997年8月，雷加利安和三个新加坡合伙人买下这座建筑，并在森寶利商店上方建立西点公寓。

## 事故
- 1963年12月7日，一场大火毁坏了城市航站楼的五楼、六楼和七楼[10]。
- 1973年9月28日，航站楼内发生爆炸事件，八人受伤[20][21][22]。